# Marta Grandi
Marta Grandi (Bologna, 3 luglio 1915 – Bologna, 6 ottobre 2005) è stata un'entomologa italiana.

## Biografia
Era figlia del pittore Alfredo Grandi, il cui fratello Guido aveva fondato l'Istituto di entomologia all'Università di Bologna e l'aveva in seguito diretto per circa 30 anni.
Marta Grandi è considerata la maggiore entomologa italiana del '900. Vedasi una memoria in lingua inglese pubblicata nel Bulletin of Insectology. A lei si deve, in particolare, il più approfondito studio in lingua italiana delle Effimere oltre ad una notevole collezione.
Nel 1962 l'Accademia dei Lincei le ha assegnato il premio del Ministero dell'Educazione per le scienze naturali.

## Pubblicazioni
- Contributi allo studio degli Efemerotteri italiani. I. Note di morfologia e di etologia comparate su alcune specie di Betidi, Efemerellidi ed Eptagenidi.- Bollettino dell'Istituto di Entomologia della R. Università degli Studi di Bologna, 12: 1-62 (1940)
- Contributi allo studio degli Efemerotteri italiani. II. Reperti su Choroterpes picteti (Eaton).- Bollettino dell'Istituto di Entomologia della R. Università degli Studi di Bologna, 12: 179-205. (1941)
- Contributi allo studio degli Efemerotteri italiani. III. Cloëon dipterum L.- Bollettino dell'Istituto di Entomologia della R. Università degli Studi di Bologna, 13: 29-71 (1941)
- Effetti della selezione sull'ernia cerebrale e sul peso corporeo in due popolazioni di polli di origine ibrida.- Commentationes Pontificiae Academiae Scientiarum, 4(4): 315-350. (1942)
- Contributi allo studio degli Efemeroidei italiani. IV. Caenis macrura Stephens.- Bollettino dell'Istituto di Entomologia della R. Università degli Studi di Bologna, 13:137-171.(1942)
- Contributi allo studio degli Efemeroidei italiani. V. Reperti su Habrophlebia fusca (Curtis).- Bollettino dell'Istituto di Entomologia della R. Università degli Studi di Bologna, 14: 114-130. (1943)
- Contributi allo studio degli “Efemeroidei”italiani. VI. Indagini morfologiche comparative su due specie del genere Ecdyonurus Eaton (E. fluminum Pietet, E. helveticus Eaton).- Bollettino dell'Istituto di Entomologia della Università degli Studi di Bologna, 15: 103-128.(1946)
- Contributi allo studio degli “Efemeroidei” italiani. VII. Osservazioni etologiche sull'Ecdyonurus helveticus Eat.- Bollettino dell'Istituto di Entomologia della Università degli Studi di Bologna, 15: 229-232.(1946)
- Contributi allo studio degli “Efemeroidei”italiani. VIII. Gli scleriti ascellari (pseudopteralia) degli Efemeroidei, loro morfologia e miologia comparate.- Bollettino dell'Istituto di Entomologia della Università degli Studi di Bologna, 16: 85-114.(1947)
- Contributi allo studio degli “Efemeroidei”italiani. IX. Oligoneuriella rhenana Imh.- Bollettino dell'Istituto di Entomologia della Università degli Studi di Bologna, 16:176-218.(1947)
- Gli scleriti ascellari degli Odonati, loro morfologia e miologia comparate.- Bollettino dell'Istituto di Entomologia della Università degli Studi di Bologna, 16: 254-278.(1947)
- Contributi allo studio degli “Efemeroidei”italiani. X. Baetis atrebatinus Eaton.- Bollettino dell'Istituto di Entomologia della Università degli Studi di Bologna, 17: 72-75.(1948)
- Contributi allo studio degli “Efemeroidei”italiani. XI. Baetis grandii sp. n. e B. venustulus Eaton.- Bollettino dell'Istituto di Entomologia della Università degli Studi diBologna, 17: 76-82.(1948)
- Contributi allo studio de Plecotteri. I. Repertidi morfologia e di miologia toracica di Perla marginata Panz.-Bollettino dell'Istituto di Entomologia della Università degli Studi di Bologna, 17: 130-157.(1948)
- Contributi allo studio degli “Efemeroidei” italiani. XII. Baetis pumilus Burm.- Bollettino dell'Istituto di Entomologia della Università degli Studi di Bologna, 17: 275-286.(1949)
- Contributi allo studio degli “Efemeroidei”italiani. XIII. Baetis parva sp. n. e Baetis principii sp. n.- Bollettino dell'Istituto di Entomologia della Università degli Studi di Bologna, 17: 287-300.(1949)
- Contributi allo studio de Plecotteri. II. Morfologia comparata del torace di alcuna specie di Plecotteri.-Bollettino dell'Istituto di Entomologia della Università degli Studi di Bologna, 18: 30-57.(1950)
- Contributi allo studio degli “Efemeroidei” italiani. XIV. Morfologia ed istologia dell'apparato digerente degli stadi preimmaginali, subimmaginali ed immaginali di vari generi e specie.- Bollettino dell'Istituto di Entomologia della Università degli Studi di Bologna, 18: 58-92.(1950)
- Contributi allo studio degli “Efemeroidei” italiani. XV. Nuovi Cenidi italiani (Caenis felsinea sp. n. e C.valentinae sp. n.).- Bollettino dell'Istituto di Entomologia della Università degli Studi di Bologna, 18: 117-127.(1951)
- Contributi allo studio degli “Efemeroidei” italiani. XVI. Baetis pavidus Grnd. (=B. parva Grnd.).- Bollettino dell'Istituto di Entomologia della Università degli Studi di Bologna, 18: 181.(1951)
- Contributi allo studio degli Efemeroidei esotici. I. Un nuovo Cenide africano: Caenis hoggariensis sp. n.-Bollettino dell'Istituto di Entomologia della Università degli Studi di Bologna, 18: 173-180.(1951)
- Contributi allo studio degli Efemeroidei italiani. XVII. Ecdyonuridae.- Bollettino dell'Istituto di Entomologia della Università degli Studi di Bologna, 19: 307-386.(1953)
- Le effemere.- Natura e Montagna, 2(2): 27-30.(1955)
- Contributi allo studio degli Efemeroidei italiani. XVIII. Fusione di due generi (Habrophlebia Etn. e Habroleptoides Schoen.) della famiglia Leptophlebiidae.- Bollettino dell'Istituto di Entomologia della Università degli Studi di Bologna, 21: 1-8.(1956)
- Contributi allo studio degli Efemeroidei italiani. XIX. I gonodotti femminili degli Efemeroidei, loro comportamento e loro sbocco. Studio anatomico comparato.- Bollettino dell'Istituto di Entomologia della Università degli Studi di Bologna, 21: 9-42.(1956)
- Contributi allo studio degli Efemeroidei italiani. XX. Ephemera glaucops Pict. ed Ephemera paulae sp. n.-Bollettino dell'Istituto di Entomologia della Università degli Studi di Bologna, 21: 201-212.(1956)
- Contributi allo studio degli Efemeroidei italiani. XXI. Intorno ai generi Acentrella Bgtss. e Baetis Leach.-Bollettino dell'Istituto di Entomologia della Università degli Studi di Bologna, 22: 119-124.(1957)
- Contributi allo studio degli Efemeroidei italiani. XXII. Descrizione di due nuove specie di Betidi e di Leptoflebiidi.- Bollettino dell'Istituto di Entomologia della Università degli Studi di Bologna, 23: 227-238.(1959)
- Particolare costituzione degli organi genitali esterni nei maschi dei Betidi (Insecta - Ephemeroidea).- Atti della Accademia Nazionale dei Lincei. Rendiconti della Classe di Scienze Fisiche, Matematiche e Naturali, serie 8a, 28(1): 86-91.(1960)
- Ephemeroidea. Fauna d'Italia Vol. 3.- Calderini, Bologna.(1960)
- Contributi allo studio degli Efemeroidei italiani. XXIII. Gli organi genitali esterni maschili degli Efemeroidei.- Bollettino dell'Istituto di Entomologia della Università degli Studi di Bologna, 24: 67-120.(1960)
- Note su alcuni Efemeroidei del lago Trasimeno.- Rivista di idrobiologia, 1(2-3): 179-188.(1962)
- Contributi allo studio degli Efemerotteri italiani. XXIV. I muscoli somatici addominali degli Efemerotteri.-Bollettino dell'Istituto di Entomologia della Università degli Studi di Bologna, 26: 179-206.(1962)
- Contributi allo studio degli Efemerotteri italiani. XXV. Gli organi genitali esterni maschili nelle forme preimmaginali degli Efemerotteri.- Bollettino dell'Istituto di Entomologia della Università degli Studi di Bologna, 27: 77-117.(1964)
- Gli organi genitali esterni maschili nelle forme preimmaginali degli Efemerotteri con particolare riguardo ai Betidi.- Atti della Accademia Nazionale dei Lincei. Rendiconti della Classe di Scienze Fisiche, Matematiche e Naturali, serie 8a, 36(2): 211-216.(1964)
- Contributi allo studio degli Efemerotteri italiani. XXVI. Reperti sulle ninfe del genere centroptilum Etn.-Bollettino dell'Istituto di Entomologia della Università degli Studi di Bologna, 27: 119-125.(1964)
- Contributi allo studio degli Efemerotteri italiani. XXVII. Efemerotteri del lago di Mergozzo (Caenis nocturna Bgts., Cloëon simile Etn.).- Bollettino dell'Istituto di Entomologia della Università degli Studi di Bologna, 28: 13-27.(1966)
- Efemerotteri dell'Italia centro-meridionale e della Sicilia. Contributi allo studio degli Efemerotteri italiani.XXVIII.- Memorie del Museo Civico di Storia Naturale di Verona, 14: 325-334.(1966)
- Le Effemere.- I quaderni di cultura del LiceoGinnasio “L. Galvani”, 5: 739-746.(1967)
- Leptoflebia, pp. 864-865. In: Enciclopedia Agraria Italiana, Vol. 6.- Ramo Editoriale degli Agricoltori, Roma, 1969
- Libellula, pp. 899-900. ibidem
- I comportamenti di volo nelle diverse fasi della vita aerea degli Efemerotteri.- Bollettino dell'Istituto di Entomologia della Università degli Studi di Bologna, 31: 109-127.(1973)